# Гаврилюк, Валентин Геннадьевич
Валентин Геннадьевич Гаврилюк (род. 4 января 1938, Черняхов, Житомирская область) — украинский учёный металлофизик.

## Биография
Родился 4 января 1938 года в городе Черняхов Житомирской области.
В 1955 году поступил, а в 1960 году окончил металлургический факультет Киевского политехнического института.
По распределению начал работе в Минске на заводе руководителем бюро термического цеха на заводе шестерен в Минске.
С 1965 года работает в Институте металлофизики Национальной академии наук Украины.
C 2017 года — главный научный сотрудник отдела физических основ легирования сталей и сплавов Института металлофизики.
Преподавал в Национальном авиационном институте и Киевском отделении МФТИ.

## Научная деятельность
Впервые разработал физические основы легирования сталей азотом для создания азотистых аустенитных и мартенситных сталей как нового класса конструкционных материалов, в СССР ввел эту разработку в производство стальных тросов, устойчивых против морской коррозии, и немагнитных труб для инклинометрической систем ориентации бурения нефтяных скважин.
Разработал семейство сталей CARNIT. Автор электронной концепции водородного охрупчивания сталей.
Впервые обнаружил решающую роль мартенситных превращений в глубокой криогенной обработке инструментальных сталей и разработал оптимальную технологию для повышения износостойкости стального инструмента. Первым исследовал физический механизм образования шахтного метана с решающей ролью наличии соединений железа в угольных пластах, позволяет прогнозировать внезапные выбросы метана, и предложил технологию получения метана из ископаемого угля.
Входит в состав редколлегий журнала «Металлофизика и передовые технологии», рецензент других журналов. Заместитель председателя диссертационного совета в Институте металлофизики.

## Награды
- Государственная премия Украины в области науки и техники (1993 год) — за цикл работ «Фазовые и структурные превращения в твердых растворах с микро- и субмикронеоднородным разделов элементов и использования для создания новых металличных материалов».

## Семья
Имеет двух сыновей и дочь.